# Яценко Олександр Володимирович (військовослужбовець)
Олекса́ндр Володи́мирович Яце́нко (1996—2023) — український військовослужбовець, учасник російсько-української війни.

## З життєпису
Народився 1996 року в місті Валки Харківської області; навчався у Баранівському ліцеї. Закінчив Харківське вище професійне механіко-технологічне училище, здобув професію слюсаря з ремонту автомобілів. Працював за спеціальністю в автосервісах Харкова. У 2017—2018 роках брав участь в АТО/ООС.
Із початком повномасштабної війни повернувся до лав ЗСУ; воював на теренах Харківщини. Старший навідник мінометного розрахунку в окремому батальйоні 127-ї бригади територіальної оборони.
20 вересня 2023 року біля села Новодарівка Запорізької області Олександр виїхав автомобілем з метою пошуку позицій для стрільби й потрапив під вогонь ворожого танка.

## Нагороди і вшанування
- Орден «За мужність» III ступеня[1]
- «Почесна відзнака 127 окремої бригади територіальної оборони ІІ ступеня»
- «Знак пошани»
- «За оборону рідної держави»
- «За військову службу Україні»
- «Золотий хрест»